# Марко Арнаутовић
Марко Арнаутовић (Флоридсдорф, Беч, 19. април 1989) јесте аустријски фудбалер и репрезентативац српског порекла. Игра на позицији нападача и тренутно наступа за екипу Црвене звезде.

## Каријера
Од 1995. године је играо у неколико бечких омладинских клубова. Први професионални клуб са којим је потписао уговор 2006. је био Твенте из Холандије. Једну сезону је провео у миланском Интеру, одиграо је само три меча, али је ипак био део тима који је освојио УЕФА Лигу шампиона. Три године је играо за немачки Вердер из Бремена, уз статистику од 72 наступа и 14 постигнутих голова.
За репрезентацију наступа од 11. октобра 2008. године и меча против Фарских Острва. Играо је на Европском првенству 2016. у Француској. 
Од јула 2025. године наступа за Црвену звезду.

## Приватни живот
Арнаутовић је рођен у округу Флоридсдорф, у северном делу Беча. Отац му је Србин, а мајка је Аустријанка. Ожењен је и са супругом Саром има две кћери, Емилију и Алисију. Поред немачког језика, Арнаутовић још течно говори на српском, холандском и енглеском језику. По вероисповести је православац и навија за Црвену звезду.

## Трофеји

### Интер
- Серија А (2) : 2009/10, 2023/24.
- Куп Италије (1) : 2009/10.
- Суперкуп Италије (1) : 2023.
- Лига шампиона (1) : 2009/10.